# Robert Richardson
Robert Richardson (Hyannis, 27 de agosto de 1955) es un director de fotografía estadounidense, colaborador habitual de Quentin Tarantino, Oliver Stone y Martin Scorsese. Obtuvo tres premios Óscar por su trabajo en JFK (1992), de Stone, El aviador (2004), de Scorsese, y Hugo (2011), también de Scorsese.

## Biografía
Richardson nació en Hyannis, Massachusetts. Se graduó de la Escuela de Diseño de Rhode Island en Cine, Animación y Video. En 1984, trabajó como operador de cámara y segundo fotógrafo en películas como Repo Man, Making the grade y Pesadilla en Elm Street, de Wes Craven. También se desempeñó como director de fotografía en documentales y docudramas de televisión tales como Disney Channel, BBC y PBS, donde realizó La Línea del Frente: El Salvador. Su trabajo en El Salvador despertó el interés de Oliver Stone, quien lo contrató para rodar Salvador (1986). El debut de Oliver Stone como director fue también el debut de Richarson como director de fotografía. El mismo año, filmaron Platoon, ganadora del Óscar a la mejor película y nominada al Óscar a la mejor fotografía. En 1987, Richardson volvió a reunirse con Stone en Wall Street. En 1989, obtuvo su segunda nominación al Oscar mejor fotografía con Nacido el cuatro de julio.
En 1991, ganó el primero de sus Premios de la Academia por Mejor Fotografía por JFK de Stone. En 1992, trabajó como director de fotografía de Rob Reiner en A Few Good Men. Con Casino (1995), comenzó su relación de trabajo con Martin Scorsese, con quien filmó, entre otras, El aviador y Hugo, con las que obtuvo su segundo y tercer Oscar.
Muy reconocido es su trabajo con Quentin Tarantino, con quien filmó Kill Bill e Inglourious Basterds. Fue nominado al Oscar a la Mejor Fotografía por su trabajo en Django Unchained, también de Tarantino. 
Está divorciado y tiene tres hijos: Kanchan, Maya y BB.

## Filmografía como fotógrafo
- Venom: Let There Be Carnage (2021)
- Érase una vez en Hollywood (2019)
- A Private War (2018)
- A la deriva (2018)
- The Hateful Eight (2015)
- Django Unchained (2012)
- Hugo Cabret (2011)
- George Harrison: Living in the Material World (2011)
- Eat Pray Love (2010)
- Shutter Island (2010)
- Inglourious Basterds (2009)
- Standard Operating Procedure (2008)
- Shine a Light (2008)
- El buen pastor (2006)
- El aviador (2004)
- Kill Bill: Vol. 2 (2004)
- Kill Bill: Vol. 1 (2003)
- The Four Feathers (2002)
- Powder Keg (2001)
- Bringing Out the Dead (1999)
- Snow Falling on Cedars (1999)
- The Horse Whisperer (1998)
- Wag the Dog (1997)
- Fast, Cheap & Out of Control (1997)
- U Turn (1997)
- Nixon (1995)
- Casino (1995)
- Natural Born Killers (1994)
- Heaven & Earth (1993)
- A Few Good Men (1992)
- JFK (1991)
- City of Hope (1991)
- Born on the Fourth of July (1989)
- Talk Radio (1988)
- Eight Men Out (1988)
- Wall Street (1987)
- Dudes (1987)
- Platoon (1986)
- Salvador (1986)
- An Outpost of Progress (1982)

## Premios y distinciones
Premios Óscar
| Año  | Categoría        | Película                        | Resultado |
| ---- | ---------------- | ------------------------------- | --------- |
| 1987 | Mejor Fotografía | Platoon                         | Nominado  |
| 1990 | Mejor fotografía | Nacido el cuatro de julio       | Nominado  |
| 1992 | Mejor Fotografía | JFK                             | Ganador   |
| 2000 | Mejor Fotografía | Mientras nieva sobre los cedros | Nominado  |
| 2005 | Mejor Fotografía | El aviador                      | Ganador   |
| 2010 | Mejor Fotografía | Inglourious Basterds            | Nominado  |
| 2012 | Mejor Fotografía | Hugo                            | Ganador   |
| 2013 | Mejor Fotografía | Django Unchained                | Nominado  |
| 2016 | Mejor Fotografía | The Hateful Eight               | Nominado  |
| 2019 | Mejor Fotografía | Once Upon a Time in Hollywood   | Candidato |